# Li Won-il
Li Won-il – północnokoreański zapaśnik w stylu wolnym. Mistrz Azji w 1988, drugi w 1991. Trzeci na mistrzostwach Azji juniorów w 1985 roku.